# Le Vignau
Le Vignau ist eine französische französische Gemeinde mit 508 Einwohnern (Stand 1. Januar 2022) im Département Landes in der Region Nouvelle-Aquitaine (vor 2016: Aquitanien). Sie gehört zum Arrondissement Mont-de-Marsan und zum Kanton Adour Armagnac.
Der Name in der gascognischen Sprache lautet Lo Vinhau. Er ist eine Ableitung des gascognischen Worts vinha (deutsch Rebstöcke) und hat seinen Ursprung in antiken Festen zu Ehren des Gottes Bacchus.
Die Einwohner werden Vignalais und Vignalaises genannt.

## Geographie
Le Vignau liegt ca. 20 km südöstlich von Mont-de-Marsan in der historischen Provinz Gascogne.
Umgeben wird Le Vignau von den Nachbargemeinden:
|                     | Hontanx                                     |           |
|                     | Kompassrose, die auf Nachbargemeinden zeigt | Lussagnet |
| Cazères-sur-l’Adour |                                             |           |

Le Vignau liegt im Einzugsbereich des Flusses Adour.
Nebenflüsse des Adour durchqueren das Gebiet der Gemeinde,
- der Gioulé und sein Zufluss,
  - der Ruisseau de Lacaou, und
- der Ruisseau de Laguibaou.[4]

## Geschichte

### Einwohnerentwicklung
Nach Beginn der Aufzeichnungen stieg die Einwohnerzahl bis zur zweiten Hälfte des 19. Jahrhunderts auf einen Höchststand von rund 690. In der Folgezeit sank die Größe der Gemeinde bei kurzen Erholungsphasen bis zu den 1970er Jahren auf 355 Einwohner, bevor eine Wachstumsphase einsetzte, die bis heute anhält.
| Jahr      | 1962 | 1968 | 1975 | 1982 | 1990 | 1999 | 2006 | 2010 | 2022 |
| --------- | ---- | ---- | ---- | ---- | ---- | ---- | ---- | ---- | ---- |
| Einwohner | 385  | 383  | 355  | 374  | 391  | 385  | 445  | 487  | 508  |

## Gemeindepartnerschaft
Le Vignau unterhält seit 1996 eine Partnerschaft mit Chalampé im Département Haut-Rhin in der Region Grand Est.
Die Gemeinde nahm im Zweiten Weltkrieg zwischenzeitlich mehrere Familien aus Chalampé auf.

## Sehenswürdigkeiten

### PfarrkircheNotre-Dame de l’Assomption

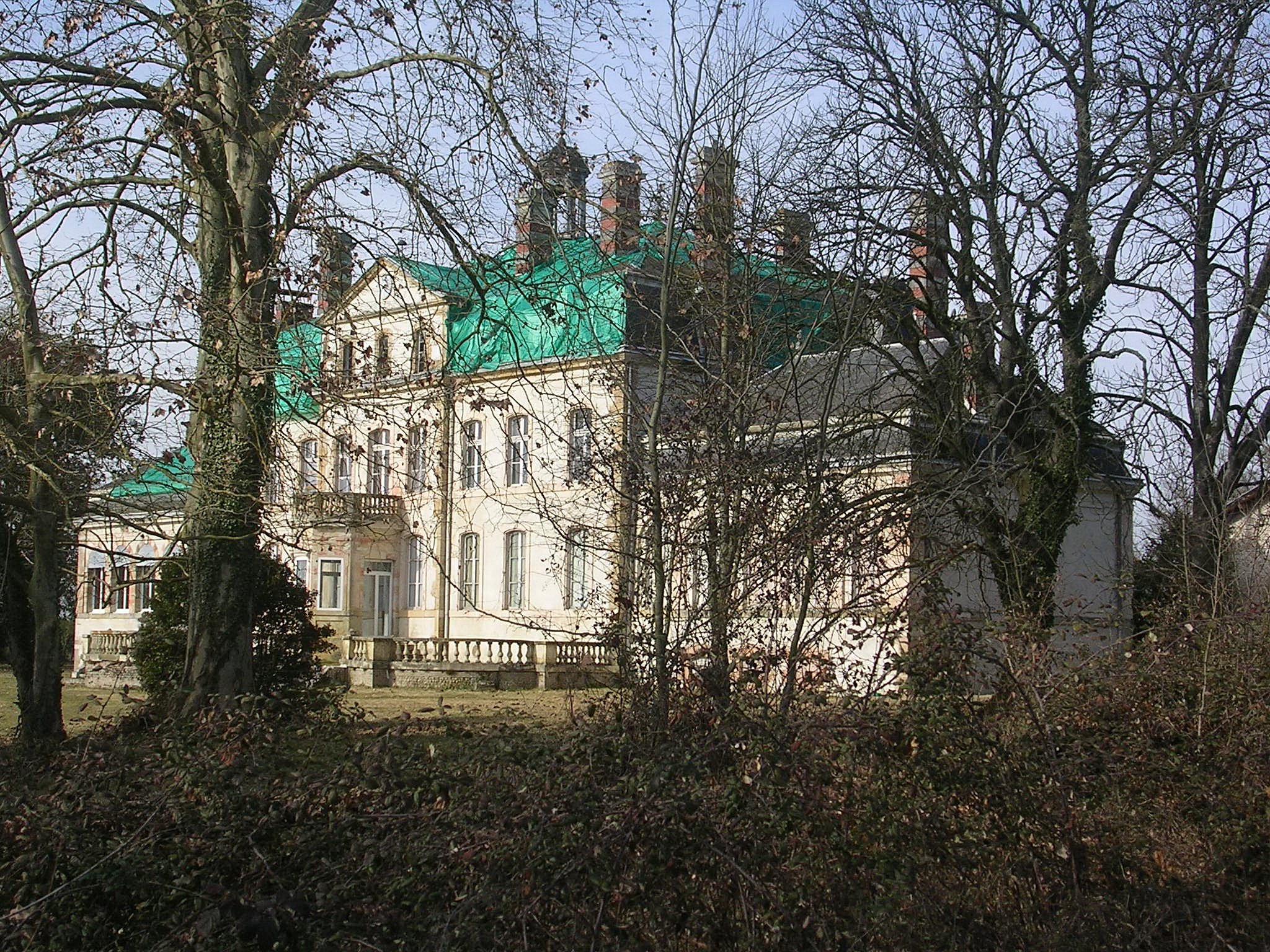
Schloss Vignau

Die Kirche wurde zwischen 1880 und 1889 zu einem Zeitpunkt errichtet, als die Gemeinde bereits eine Kirche besaß, das aus dem 12. und 13. Jahrhundert datierte. Aber dieses hatte eine unzureichende Größe, um alle Gemeindemitglieder aufzunehmen und verfiel überdies. Die Kosten für eine Restaurierung und eine bauliche Erweiterung wurden als zu hoch angesehen. Die neue Kirche besitzt den Grundriss eines lateinischen Kreuzes mit zwei Seitenkapellen, die ein Transept bilden. Das Langhaus mit drei Kirchenschiffen wird durch einen runden Chor verlängert. Der Eingang befindet sich am Fuß des Glockenturms.

### Schloss Vignau
Das Schloss geht bis auf das 12. Jahrhundert zurück. Es gehörte früher der Familie Monlezun und kannte in der Folge mehrere Eigentümer. Die Familie des Grafen von Dampierre erwarb es 1812, konnte es aber nicht bewahren. Es wurde an M. Jardon, Sohn eines Anwalts aus Mont-de-Marsan, verkauft. Heute befindet es sich im Besitz einer amerikanischen Familie und ist der Öffentlichkeit nicht zugänglich.

## Wirtschaft und Infrastruktur
Le Vignau liegt in den Zonen AOC des Armagnac (Armagnac-Ténarèze, Bas Armagnac und Haut Armagnac), des Blanche-Armagnacs, und des Floc de Gascogne, eines Likörweins.

### Bildung
Die Gemeinde verfügt über eine öffentliche Grundschule Jacques Prévert mit 50 Schülerinnen und Schülern im Schuljahr 2017/2018.

### Verkehr
Le Vignau wird durchquert von der Route départementale 934, der ehemaligen Route nationale 134.
Die Autoroute A65, genannt Autoroute de Gascogne, durchquert das Gemeindegebiet, allerdings ohne direkte Ausfahrt zum Ort. Die nächste Ausfahrt 6, die Aire-sur-l’Adour bedient, ist ca. acht Kilometer vom Zentrum von Le Vignau entfernt.